# Sangarcía (kommun)
Sangarcía är en kommun i Spanien.   Den ligger i provinsen Provincia de Segovia och regionen Kastilien och Leon, i den centrala delen av landet, 80 km nordväst om huvudstaden Madrid. Antalet invånare är 398.